# General Tosjevo
General Tosjevo of General Toshevo (Bulgaars: Генерал Тошево) is een stad en een gemeente in oblast Dobritsj in het noordoosten van Bulgarije. General Tosjevo heeft sinds 30 januari 1960 een stadsstatus, daarvoor was het officieel nog een dorp. De stad is vernoemd naar de Bulgaarse generaal Stefan Tosjev. De stad General Tosjevo ligt 25 km ten noordoosten van de stad Dobritsj.

## Geografie
De gemeente General Tosjevo is gelegen in het noordelijke deel van de oblast Dobritsj. Met een oppervlakte van 982,238 km² is het op de tweede van de 8 gemeenten van de oblast (20,81% van het grondgebied). Bovendien is General Tosjevo de tiende gemeente in Bulgarije qua oppervlakte. De grenzen zijn als volgt:
- in het westen - gemeente Sjabla;
- in het zuidoosten - gemeente Kavarna;
- in het zuiden - gemeente Baltsjik;
- in het zuidwesten - gemeente Dobritsjka;
- in het westen - gemeente Kroesjari;
- in het noorden - Roemenië.

## Bevolking
Op 31 december 2020 telde de stad General Tosjevo 5.963 inwoners, terwijl de gemeente General Tosjevo 12.588 inwoners had.
Bij de volkstelling in 2011 bedroeg het aantal inwoners van de stad General Toshevo 6.928 personen. Vanuit etnisch oogpunt bestond de meerderheid van de bevolking uit etnische Bulgaren (84%), terwijl Roma (6,45%) en Turken (2,26%) significante minderheden vormden. Van 6,94% van de inwoners is de etniciteit onbekend.

## Gemeentelijke kernen
De gemeente General Tosjevo bestaat uit 42 plaatsen: 1 stad en 41 dorpen. Bijna de helft van de bevolking van de gemeente General Tosjevo - 47,5% - woont in de stad General Tosjevo zelf.
| General Tosjevo         | Генерал Тошево          | 7.130  |
| Aleksandar Stambolijski | Александър Стамболийски | 36     |
| Balkantsi (Dobritsj)    | Балканци                | 106    |
| Bezjanovo (Dobritsj)    | Бежаново                | 129    |
| Tsjernookovo (Dobritsj) | Чернооково              | 306    |
| Dabovik                 | Дъбовик                 | 219    |
| Goritsa (Dobritsj)      | Горица                  | 120    |
| Gradini                 | Градини                 | 71     |
| Izvorovo (Dobritsj)     | Изворово                | 300    |
| Kalina (Dobritsj)       | Калина                  | 92     |
| Kardam (Dobritsj)       | Кардам                  | 1051   |
| Konare (Dobritsj)       | Конаре                  | 52     |
| Kraishte                | Краище                  | 30     |
| Krasen (Dobritsj)       | Красен                  | 312    |
| Kapinovo (Dobritsj)     | Къпиново                | 240    |
| Loznitsa (Dobritsj)     | Лозница                 | 44     |
| Ljuljakovo (Dobritsj)   | Люляково                | 578    |
| Malina (Dobritsj)       | Малина                  | 241    |
| Ograzjden (Dobritsj)    | Огражден                | 10     |
| Petlesjkovo             | Петлешково              | 283    |
| Pisarovo (Dobritsj)     | Писарово                | 91     |
| Plenimir                | Пленимир                | 92     |
| Preselentsi             | Преселенци              | 326    |
| Prisad (Dobritsj)       | Присад                  | 370    |
| Ptsjelarovo (Dobritsj)  | Пчеларово               | 609    |
| Ravnets (Dobritsj)      | Равнец                  | 273    |
| Rogozina (Dobritsj)     | Рогозина                | 167    |
| Rosen (Dobritsj)        | Росен                   | 112    |
| Rositsa (Dobritsj)      | Росица                  | 440    |
| Sirakovo (Dobritsj)     | Сираково                | 95     |
| Snop                    | Сноп                    | 143    |
| Snjagovo (Dobritsj)     | Снягово                 | 210    |
| Spasovo (Dobritsj)      | Спасово                 | 950    |
| Sredina                 | Средина                 | 89     |
| Sarnino (Dobritsj)      | Сърнино                 | 82     |
| Oezovo                  | Узово                   | 34     |
| Vasilevo                | Василево                | 415    |
| Velikovo                | Великово                | 64     |
| Vitsjovo                | Вичово                  | 43     |
| Jovkovo                 | Йовково                 | 324    |
| Zograf                  | Зограф                  | 160    |
| Zjiten (Dobritsj)       | Житен                   | 275    |
| Totaal                  |                         | 16,714 |

## Zustersteden
General Tosjevo is verzusterd met de volgende steden:
- Bolhrad, Oekraïne
- Mangalia, Roemenië
- Taraclia, Moldavië

Bestuurlijk centrum: Dobritsj
 Baltsjik - Dobritsj - Dobritsjka - General Tosjevo - Kavarna - Kroesjari - Sjabla - Tervel